# Periploma abyssorum
Periploma abyssorum är en musselart. Periploma abyssorum ingår i släktet Periploma och familjen Periplomatidae. Inga underarter finns listade i Catalogue of Life.